# Hieracium mapirense
Hieracium mapirense es una especie de planta con flor del género Hieracium, de la familia Asteraceae, orden Asterales.

## Distribución
Hieracium mapirense se distribuye por Bolivia.

## Taxonomía
Fue descrita científicamente por Britt.